# 花の山城
花の山城（はなのやまじょう）は、熊本県宇城市にあった中世の日本の城（山城）。
宇城市豊野町の娑婆神峠の南山頂、標高229mに位置する。山頂部分は楕円状の平坦地で、東西の斜面に幅6mの曲輪が2段、他に削落しの跡がある。

## 歴史
天正9年（1581年）に相良義陽が響野原の戦いで討死すると島津氏は八代城を接収した。協力関係にあった宇土城の名和氏、詫摩郡の城氏と八代との連絡を確保するため、脅威となる阿蘇氏の堅志田城を数回にあたり攻めたが、攻略に失敗した。
島津氏はこれを受けて、堅志田城の動きを封じる付城として花の山城の建造を決め、天正11年10月28日（1583年12月12日）から11月10日（同12月23日）まで12日間の工事で完成させた。建造は軍神勧請や鍬初めの儀式から始まり、階段・帯状の曲輪や尾根への掘切の造成を中心に進められた。夜間は厳重な警備が敷かれ、阿蘇方への情報漏洩に注意しながら11月1日までに基本構造が完成し、あわせて番衆や城主を選定し11月9日に普請は終わった。
甲斐親直は島津氏との抗争激化をおそれて当城への攻撃を控えていたが、天正13年（1585年）に親直が亡くなると、大友氏の働きかけもあり甲斐親英らが同年8月13日（1585年9月6日）に花の山城を攻め落とした。これを契機に阿蘇合戦が始まり、敗れた阿蘇氏は島津氏に降伏している。当城も島津氏が奪回したが、天正15年（1587年）の九州征伐で島津氏が肥後国から撤退した際に廃された。